# Carmen, Oklahoma
Carmen är en ort i Alfalfa County i Oklahoma. Orten fick sitt namn efter Mexikos första dam. Det ursprungliga namnet var New Augusta men en järnvägsdirektör ville hedra Porfirio Díaz hustru Carmen Romero Rubio med namnbytet. Vid grundandet av Alfalfa County år 1907 tävlade Carmen om ställningen som huvudort men Cherokee vann. Folkmängden har sjunkit från 1930 års folkräkning, då Carmen hade 904 invånare, till 2010 års 355 invånare.